# Krystyna Kallas
Krystyna Teresa Kallas (ur. 16 września 1940 w Warszawie, zm. 3 stycznia 2024 w Toruniu) – polska językoznawczyni.

## Życiorys
Była absolwentką filologii polskiej na Uniwersytecie Mikołaja Kopernika w Toruniu (1962). W latach 1962–2010 pracowała w na tej uczelni jako: asystentka (1962–1971), adiunktka (1971–1981), docentka (1981–1990) i profesorka nadzwyczajna (1990–2010). Była zatrudniona w Katedrze Języka Polskiego, następnie w Instytucie Filologii Polskiej i w Instytucie Języka Polskiego UMK. Stopień doktorski uzyskała w 1970, stopień doktora habilitowanego w zakresie językoznawstwa w 1981, tytuł profesora nadzwyczajnego 18 lipca 1994, a profesora zwyczajnego w 2002. Od 2020 przebywała na emeryturze.
W latach 1981–1984 pełniła funkcję prodziekana Wydziału Humanistycznego UMK, w latach 1991–2010 była kierowniczką Zakładu Języka Polskiego (później Zakład Współczesnego Języka Polskiego). W latach 1993–2005 kierowała studiami doktoranckimi z zakresu językoznawstwa. W Senacie UMK reprezentowała Wydział Filologiczny.
W latach 1987–1990 była członkinią Zarządu Polskiego Towarzystwa Naukowego, a w latach 1990–1992 członkinią Rady Naukowej Instytutu Języka Polskiego PAN. Należała do Toruńskiego Towarzystwa Naukowego i Towarzystwa Miłośników Języka Polskiego.
Napisała niemal 60 opracowań na temat gramatyki współczesnego języka polskiego. Zajmowała się szczególnie składnią (poświęciła jej ponad 2/3 swoich publikacji), słowotwórstwem i stylistyką językoznawczą. Bibliografia jej prac (1961–2003) została opublikowana w tomie wydanym z okazji jej 40-lecia pracy naukowej „Studia z gramatyki i semantyki języka polskiego” pod redakcją A. Moroza i M. Wiśniewskiego (Toruń 2004).
Otrzymała Złoty Krzyż Zasługi (1982) i Medal Komisji Edukacji Narodowej (1994). Była laureatką nagrody Ministra Nauki i Szkolnictwa Wyższego (1975) oraz kilku nagród Rektora UMK.